# Hoplocorypha galeata
Hoplocorypha galeata är en bönsyrseart som beskrevs av Henri Saussure 1870. Hoplocorypha galeata ingår i släktet Hoplocorypha och familjen Thespidae. Inga underarter finns listade i Catalogue of Life.